# NSW TrainLink H set
 (février 2021).
Le poste NSW TrainLink H, ou OSCAR (Outer Suburban CAR), est une classe de multiplexeur électrique construit par UGL Rail, Broadmeadow pour NSW TrainLink en Nouvelle-Galles du Sud, Australie. 
Elles sont exploitées par NSW TrainLink. Ces rames assurent des services de Sydney à Newcastle, Kiama et Springwood. Le premier est entré en service en décembre 2006 et le dernier en décembre 2012. Ils sont constitués de 55 rames de quatre wagons.
Les rames H sont similaires à celles du train Millennium de quatrième génération, mais sont plus adaptées aux longues distances, tandis que les trains Millennium sont limités aux trajets de banlieue du secteur 2. La disposition et les caractéristiques des OSCAR sont similaires à celles de leurs prédécesseurs, les rames G. Les OSCAR ont libéré quelques rames V pour permettre la construction de services jusqu'à huit voitures et le retrait des voitures DCM et DCT construites en 1977.